# Atoposmia namatophila
Atoposmia namatophila är en biart som först beskrevs av Michener 1954.  Atoposmia namatophila ingår i släktet Atoposmia och familjen buksamlarbin. Inga underarter finns listade i Catalogue of Life.